# Araguacy Gonçalves
Araguacy Fonseca Gonçalves da Silva (Senhor do Bonfim, 19 de julho de 1915 — Senhor do Bonfim, 7 de outubro de 2019) foi professora e política brasileira.

## Biografia
Cursou o primário na Escola Regina Bandeira no Senhor do Bonfim e o secundário no Educandário dos Perdões, em Salvador, na Bahia. Formou-se em magistério pelo Colégio Nossa Senhora Auxiliadora de Petrolina, em Pernambuco, em 1933.
Foi professora primária e diretora na Escola Reunidas Ascitriano de Carvalho, inspetora e supervisora escolar na região de Senhor do Bonfim, e presidente da Legião Brasileira de Assistência (LBA) em Campo Formoso (BA). Criou a Associação de Amparo à Maternidade Infantil e Posto de Puericultura de Campo Formoso.
Foi eleita vereadora de Campo Formoso pelo Partido Libertador (PL), de 1959 a 1962. Entre os anos 1960 a 1962, quando o então povoado de Itinga da Serra era administrado pelo município de Campo Formoso, a professora Araguacy Gonçalves, juntamente com outros correligionários, iniciou o movimento que culminou com seu desmembramento de Campo Formoso. Em 5 de julho 1962 ocorreu a emancipação política do município, que recebeu o nome de Antônio Gonçalves em homenagem ao médico que prestou relevantes serviços à população da região. Em 1962 houve eleição para escolha do primeiro gestor municipal e Araguacy Gonçalves foi eleita, tornando-se a primeira prefeita do município de Antônio Gonçalves. Passou a existir também a Câmara de Vereadores composta por nove vereadores, os quais não eram remunerados. Na ocasião Araguacy pertencia ao Partido Social Democrático (PSD), e governou a cidade de 1963 a 1966. Foi também deputada estadual pela Aliança Renovadora Nacional (ARENA) de 1967 a 1971.